# Région Littoral
Région Littoral är sedan den 1 januari 2018 en av de fyra regionerna i kantonen Neuchâtel i Schweiz. Regionerna används endast för statistiska ändamål och vid val till kantonsparlamentet Grand Conseil. Région Littoral omfattar samma område som de tidigare distrikten Boudry och Neuchâtel.

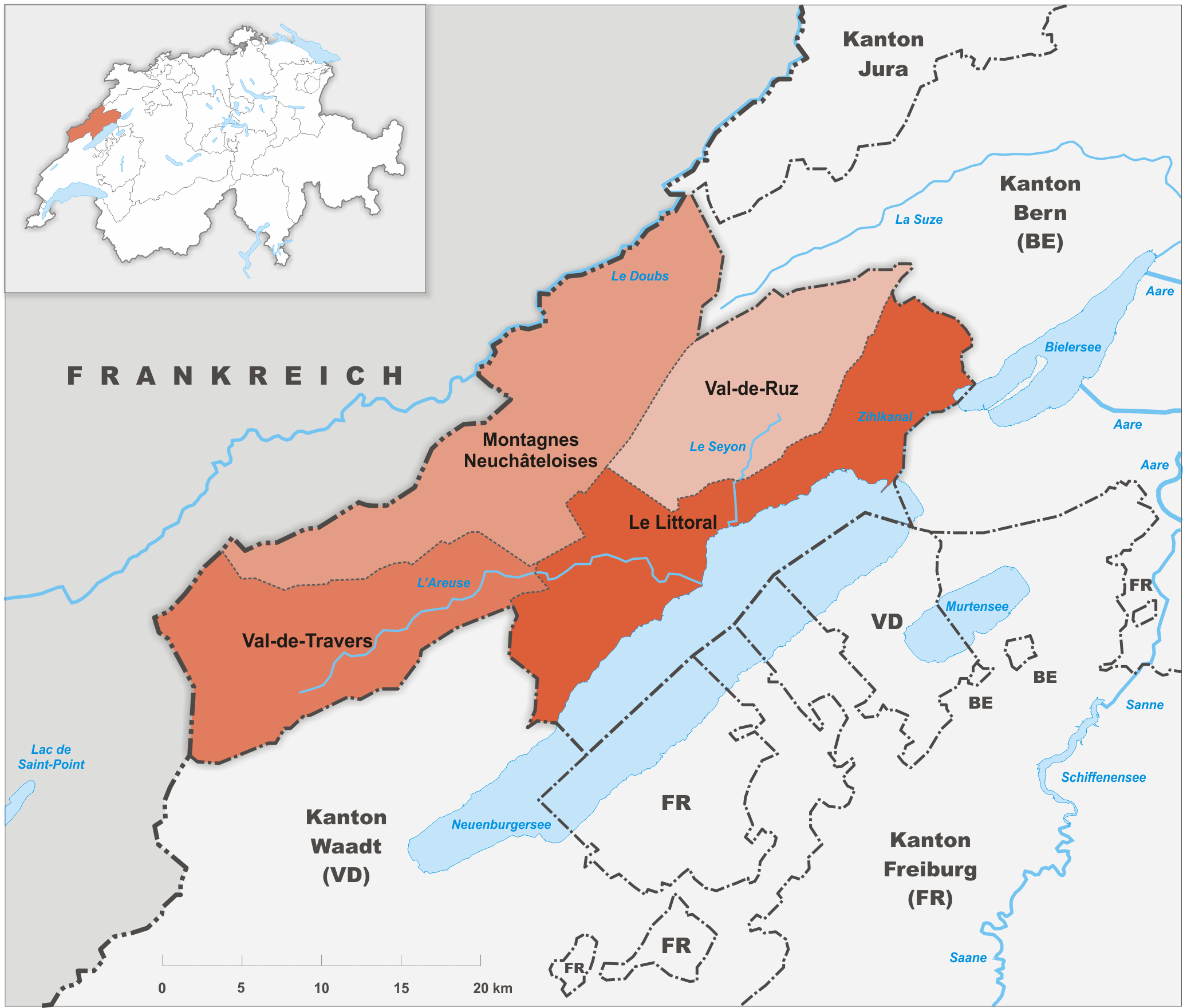
Neuchâtels regioner.

I regionen finns 14 kommuner:

- Boudry
- Cornaux
- Cortaillod
- Cressier
- Enges
- Hauterive
- La Grande Béroche
- La Tène
- Le Landeron
- Lignières
- Milvignes
- Neuchâtel
- Rochefort
- Saint-Blaise